# Копейница (река)
Копейница — река в России, протекает в Холмском районе Новгородской области. Исток в урочище Каравай. Течёт на юго-восток. Устье реки находится восточнее деревни Сопки Красноборского сельского поселения в 5,3 км по правому берегу реки Горелка, которая ниже называется Мазуровка. Длина реки составляет 12 км.
Единственный населённый пункт на реке — деревня Сопки Красноборского сельского поселения.

## Данные водного реестра
По данным государственного водного реестра России относится к Балтийскому бассейновому округу, водохозяйственный участок реки — Ловать и Пола, речной подбассейн реки — Волхов. Относится к речному бассейну реки Нева (включая бассейны рек Онежского и Ладожского озера).
Код объекта в государственном водном реестре — 01040200312102000023186.